# Tchatkalophantes rupeus
Tchatkalophantes rupeus är en spindelart som först beskrevs av Andrei V. Tanasevitch 1986.  Tchatkalophantes rupeus ingår i släktet Tchatkalophantes och familjen täckvävarspindlar.
Artens utbredningsområde är Kazakstan. Inga underarter finns listade i Catalogue of Life.